# Montague Druitt
Montague John Druitt (15 août 1857 - début décembre 1888), avocat, éducateur et joueur de cricket britannique, est une figure singulière dans les annales criminelles londoniennes. Associé aux investigations sur l'affaire Jack l'éventreur, il est célèbre pour avoir été suspecté d'être le meurtrier.
Issu d'une lignée bourgeoise victorienne, Montague John Druitt incarne l'archétype de l'intellectuel britannique de la fin du XIXe siècle. Formé dans les établissements de Winchester College et de l'Université d'Oxford, il cultive une double expertise professionnelle : l'enseignement et le droit. Diplômé en 1885, il partage son temps entre les salles de classe et les prétoire, tout en nourrissant une passion pour le cricket. Sur les terrains, il côtoie les figures emblématiques de l'époque, dont George Harris et Francis Lacey.
La fin de carrière de Druitt est brutale : renvoyé de son poste d'enseignant en novembre 1888 dans des conditions obscures, il se suicide peu après, son corps étant retrouvé noyé dans la Tamise. Sa mort survient simultanément à l'interruption des meurtres de Whitechapel, coïncidence qui alimente les soupçons. 
Initialement confinées aux cercles privés, les spéculations sur sa possible implication dans les crimes de Jack l'Éventreur émergent publiquement dans les années 1960. Plusieurs ouvrages le présentent alors comme le meurtrier probable. Toutefois, les historiens ultérieurs, à partir des années 1970, récusent systématiquement ces accusations, soulignant l'absence de preuves substantielles et le caractère purement hypothétique des accusations.

## Famille
Montague Druitt naît à Wimborne Minster, dans le Dorset, en Angleterre. Il est le deuxième fils et le troisième enfant de William Druitt, chirurgien, et de sa femme Ann (née Harvey). Le père exerce également les fonctions de juge de paix et de gouverneur de l'école primaire locale, tout en étant un membre actif de l'église anglicane du Minster. 
Six semaines après sa naissance, Montague Druitt est baptisé au Minster par son grand-oncle maternel, le révérend William Mayo. La famille Druitt habite Westfield House, la plus grande résidence de la ville, qui s'étend sur un vaste terrain et comprend des écuries ainsi que des logements pour le personnel domestique. Montague Druitt a six frères et sœurs, dont un frère aîné, William, qui se dirige vers une carrière en droit, et un frère cadet, Edward, qui rejoint les Royal Engineers.

## Études
Montague Druitt poursuit ses études au Winchester College, où il obtient une bourse à l'âge de 13 ans. Il excelle dans les sports, notamment le cricket et le fives, une version anglaise du handball, dérivée du jeu de paume. Parallèlement, il s'illustre également dans les débats scolaires de l'école, un engagement qui suscite peut-être son désir de devenir avocat. Au cours de ces débats, Montague Druitt défend des positions audacieuses, plaidant en faveur du républicanisme français, du service militaire obligatoire et de la démission de Benjamin Disraeli. Il s'oppose vigoureusement à l'Empire ottoman, à l'influence d'Otto von Bismarck et à la gestion par le gouvernement de l'affaire Tichborne. Il fait également l'éloge de William Wordsworth, qu'il qualifie de « rempart du protestantisme », tout en condamnant l'exécution du roi Charles Ier, qu'il considère comme « un meurtre des plus ignobles, une tache indélébile sur le beau nom de l'Angleterre ». Il s'oppose également à l'idée selon laquelle l'esclavage de la mode serait un mal social, illustrant ainsi sa capacité à aborder des sujets variés avec une réflexion critique.
Durant sa dernière année au Winchester College, de 1875 à 1876, Montague Druitt excelle dans diverses activités. Il est préfet de la chapelle, trésorier du groupe de débat, champion de fives de l'école et ouvreur de l'équipe de cricket. En juin 1876, il participe à un match de cricket pour l'équipe de l'école contre le Collège d'Eton. Ce match est remporté par Eton, dont l'équipe compte des joueurs de renom comme Ivo Bligh et Kynaston Studd, ainsi qu'Evelyn Ruggles-Brise, futur directeur de cabinet au ministère de l'intérieur. Montague Druitt se distingue en éliminant Studd pour quatre points. Son dossier académique lui permet d'obtenir une bourse de Winchester pour intégrer le New College (Oxford).
Au New College, Montague Druitt est bien apprécié de ses pairs et il même est élu intendant du Junior Common Room. Il joue au cricket et au rugby pour l'équipe universitaire et remporte les titres de champion en fives, tant en simple qu'en double, en 1877. Lors d'un match de cricket seniors en 1880, il réussit à éliminer William Patterson, qui deviendra par la suite capitaine du Kent County Cricket Club.
Montague Druitt obtient une deuxième classe en Classical Moderations en 1878 et un baccalauréat ès arts de troisième classe en Literae Humaniores (classiques) en 1880. Son jeune frère, Arthur, entre au New College en 1882, tandis que Montague, à l'instar de son frère aîné William, se lance dans une carrière en droit.

## Carrière en droit
Le 17 mai 1882, deux ans après avoir obtenu son diplôme, Montague Druitt est admis à l'Inner Temple, l'un des quatre Inns of Court responsables de la formation et de la qualification des avocats anglais. Son père lui avait promis un héritage de 500 livres sterling (somme équivalant à environ 64 000 livres sterling au début du XXIe siècle), et Montague Druitt paie donc ses frais d'inscription avec un « prêt » de son père, garanti par cet héritage promis. Il est officiellement admis au barreau le 29 avril 1885 et s'établit comme barrister.
Le père de Montague Druitt est mort subitement d'une crise cardiaque en septembre 1885, laissant un patrimoine évalué à 16 579 livres sterling (équivalent à 2 262 000 livres sterling en 2023). Dans un codicille, Druitt senior a demandé à ses exécuteurs de déduire l'argent qu'il avait avancé à son fils de l'héritage de 500 livres sterling. En conséquence, Montague n'a reçu presque rien, du testament de son père, bien qu'il ait tout de même hérité de certains biens personnels de ce dernier. Par ailleurs, la majeure partie de la succession du docteur Druitt a été attribuée à sa femme Ann, ainsi qu'à ses trois filles célibataires, Georgiana, Edith et Ethel, et à son fils aîné William.
Montague Druitt occupe des bureaux d'avocat au 9 King's Bench Walk, au cœur de l'Inner Temple. À la fin de l'ère victorienne, l'accès à la justice est principalement réservé aux personnes aisées, et seulement un avocat qualifié sur huit parvient à en vivre. Bien que certains biographes affirment que sa pratique ne connaît pas de succès, d'autres estiment qu'elle lui permet de générer un revenu relativement conséquent, compte tenu de son bail onéreux et de la valeur de sa succession au moment de son décès. Dans le Law List de 1886, il est mentionné comme actif dans le Western Circuit et les sessions de Winchester. Pour l'année 1887, il apparaît également dans le Western Circuit ainsi que dans les assizes de Hampshire, Portsmouth et Southampton.
Pour compléter ses revenus et financer sa formation juridique, Montague Druitt occupe le poste de maître d'école adjoint au pensionnat de George Valentine, située au 9 Eliot Place, à Blackheath (Londres), à partir de 1880. Cette institution jouit d'une longue et prestigieuse réputation : Benjamin Disraeli y est élevé dans les années 1810, et des élèves de l'école sont camarades de jeu du prince Arthur, duc de Connaught, fils cadet de la reine Victoria, qui réside à proximité, à Greenwich Park, dans les années 1860. Le poste de Montague Druitt inclut un logement à Eliot Place, et les longues vacances scolaires lui permettent de se consacrer à l'étude du droit tout en cultivant sa passion pour le cricket.

## Cricket

### clubs et réseaux
Dans le Dorset, Montague Druitt joue pour le Kingston Park Cricket Club ainsi que pour le Dorset County Cricket Club, où il est particulièrement reconnu pour ses compétences en tant que lanceur. En 1882 et 1883, il participe à une tournée dans le West Country avec une équipe nommée les Incogniti. Parmi ses coéquipiers locaux se trouve Francis Lacey, le premier homme à être fait chevalier pour ses contributions au cricket. Le 14 juin 1883, Montague Druitt joue également pour une autre équipe itinérante, les Butterflies, lors d'un match nul contre son ancienne école, Winchester College. Cette équipe comprend des joueurs de cricket de première classe tels qu'A. J. Webbe, J. G. Crowdy, John Frederick et Charles Seymour.
Alors qu'il travaille à Blackheath, Montague Druitt rejoint le club de cricket local, le Blackheath Morden, où il occupe également le poste de trésorier. Ce club a de solides liens avec des personnalités influentes, son président étant le politicien Charles Mills, et il compte parmi ses membres Stanley Christopherson, qui devient par la suite président du Marylebone Cricket Club. Après la fusion du Blackheath Morden avec d'autres associations sportives locales pour former la Blackheath Cricket, Football and Lawn Tennis Company, Montague Druitt assume également les fonctions de secrétaire de la société et de directeur.

### Parcours et performances
Le match inaugural du nouveau club se déroule contre l'équipe de George Gibbons Hearne, qui compte de nombreux membres de la célèbre lignée de joueurs de cricket Hearne. Cette rencontre se solde par une victoire de l'équipe de Hearne, qui l'emporte par 21 courses. Le 5 juin 1886, Blackheath affronte une équipe connue sous le nom de Band of Brothers, dirigée par George Harris. Lors de ce match, Montague Druitt réussit à éliminer Harris pour 14 courses et prend également trois autres guichets, permettant à Blackheath de s'imposer avec un score de 178 courses. Deux semaines plus tard, il affronte le batteur anglais John Shuter, qui joue pour le Bexley Cricket Club, et l'élimine par un duck. Blackheath remporte ce match par 114 courses. L'année suivante, Shuter revient à Blackheath avec le Surrey County Cricket Club, qui comprend des joueurs tels que Walter Read, William Lockwood et Bobby Abel. Montague Druitt réussit à éliminer Abel pour 56 courses, mais le Surrey s'impose finalement par 147 courses.
Le 26 mai 1884, Montague Druitt est admis au Marylebone Cricket Club (MCC) grâce à la recommandation de son coéquipier des Butterflies, Charles Seymour, ainsi qu'à l'appui du joueur Vernon Royle. Parmi les matchs amateurs auxquels il participe avec le MCC, on peut citer une rencontre contre l'école de Harrow, le 10 juin 1886, où il joue aux côtés du lanceur anglais William Attewell. Ce match se solde par une victoire du MCC, qui l'emporte par 57 courses.
En juin 1888, Lord Harris participe à deux matchs avec Blackheath aux côtés de Montague Druitt et de Stanley Christopherson. Blackheath remporte facilement ces deux rencontres, mais Druitt, en manque de forme, ne contribue ni en course ni en guichet. En août 1888, Druitt joue pour l'équipe de Bournemouth contre l'équipe des Parsees lors de leur tournée en Angleterre, où il réussit à prendre cinq guichets lors de la première manche des visiteurs. Cependant, les Parsees remportent le match. Le 8 septembre 1888, le club de Blackheath affronte les frères Christopherson. Montague Druitt est éliminé par Stanley Christopherson, qui joue avec ses frères plutôt que pour Blackheath. En réponse, Druitt réussit à éliminer Christopherson. Blackheath s'impose finalement par 22 courses.

## Mort
Le vendredi 30 novembre 1888, Montague Druitt est démis de son poste à l'école pour garçons de Blackheath. Les raisons de son licenciement restent incertaines. Un journal, citant le témoignage de son frère William lors de l'enquête, rapporte qu'il a été renvoyé en raison de « sérieux ennuis », sans fournir de précisions supplémentaires. Début décembre 1888, Montague Druitt disparaît. Le 21 décembre, le registre des procès-verbaux du Blackheath Cricket Club mentionne qu'il est retiré de ses fonctions de trésorier et de secrétaire, dans la conviction qu'il est « parti à l'étranger ».
Le 31 décembre 1888, le corps de Montague Druitt est retrouvé flottant dans la Tamise, près des chantiers de torpilles Thornycroft à Chiswick, par un batelier nommé Henry Winslade. Des pierres dans les poches de Druitt maintenaient son corps immergé pendant environ un mois. Il est en possession d'un billet de train aller-retour pour Hammersmith daté du 1er décembre, d'une montre en argent, d'un chèque de 50 livres sterling et de 16 livres sterling en pièces d'or, ce qui équivaut en 2023 à environ 7 000 livres sterling pour le chèque et 2 300 livres sterling pour les pièces d'or. Les raisons pour lesquelles il a sur lui une somme d'argent aussi importante demeurent inconnues, mais cela pourrait être un dernier paiement de l'école.
Certains auteurs contemporains avancent que Montague Druitt a été démis de ses fonctions en raison de son homosexualité ou de sa pédéraste, ce qui pourrait l'avoir conduit au suicide. Une hypothèse suggère que l'argent trouvé sur son corps était destiné à payer un maître chanteur. Cependant, d'autres chercheurs estiment qu'il n'existait aucune preuve d'homosexualité et que son suicide pourrait plutôt être le résultat d'une maladie psychiatrique héréditaire. Sa mère souffrait en effet de dépression et a été internée à partir de juillet 1888. Elle décède dans un asile à Chiswick en 1890. Sa grand-mère maternelle se suicide alors qu'elle était en proie à la folie, sa tante a également tenté de se suicider, et sa sœur aînée met fin à ses jours dans sa vieillesse. Une note écrite par Montague Druitt et adressée à son frère William, avocat à Bournemouth, est retrouvée dans sa chambre à Blackheath. Elle contient les mots suivants : « Depuis vendredi, je sens que je vais devenir comme mère, et la meilleure alternative pour moi est de mourir. »
Conformément à la pratique habituelle dans le district, l'enquête se mène au pub Lamb Tap à Chiswick par le coroner Dr Thomas Bramah Diplock, le 2 janvier 1889. Le jury de l'enquête conclut que Montague Druitt s'est suicidé par noyade alors qu'il était dans un état d'esprit altéré. Il est enterré au cimetière de Wimborne le 3 janvier. Son patrimoine est évalué à 2 600 livres sterling, ce qui équivaut à environ 365 800 livres sterling en 2023.
Les raisons du suicide de Montague Druitt à Chiswick restent inconnues. Une hypothèse suggère qu'il avait des liens avec Thomas Seymour Tuke, un ami universitaire qui réside dans la région. Tuke, médecin psychiatre, jouait au cricket avec Druitt, et la mère de ce dernier avait été internée dans l'asile où travaillait Tuke, en 1890. Une autre possibilité est que Druitt connaissait bien Harry Wilson, dont la maison, « The Osiers », se trouve entre la gare de Hammersmith et le quai de Thornycroft, où le corps de Druitt est découvert.

## Suspect sur l'affaire Jack l'Éventreur

### Les meurtres
Le 31 août 1888, Mary Ann Nichols est retrouvée assassinée dans le quartier défavorisé de Whitechapel, dans l'East End de Londres, avec la gorge tranchée. Au cours du mois de septembre, trois autres femmes (Annie Chapman le 8, et Elizabeth Stride ainsi que Catherine Eddowes le 30) sont également découvertes sans vie, toutes avec la gorge coupée. Le 9 novembre 1888, le corps de Mary Jane Kelly est découvert, sa gorge ayant été sectionnée jusqu'à la colonne vertébrale. Dans quatre des cas, les corps ont été mutilés post mortem. Les similitudes entre ces crimes ont conduit à la supposition qu'ils avaient été commis par le même agresseur, qui est surnommé « Jack l'éventreur ». Malgré une enquête policière approfondie sur ces cinq meurtres, l'identité de l'Éventreur n'a jamais été établie, et les crimes demeurent non résolus.

### Les speculations
Peu après le meurtre de Kelly, des rumeurs selon lesquelles l'Éventreur s'est noyé dans la Tamise commencent à circuler. En février 1891, le membre du Parlement élu dans la circonscription de West Dorset, Henry Richard Farquharson, annonce que Jack l'Éventreur est « le fils d'un chirurgien » qui s'est suicidé la nuit du dernier meurtre. Bien que Farquharson ne nomme pas son suspect, la description correspond à celle de Montague Druitt. Farquharson vit à 10 miles (16 km) de la famille Druitt et appartient à la même classe sociale. Le journaliste George Robert Sims note dans ses mémoires, The Mysteries of Modern London (1906) : « le corps de l'Éventreur est retrouvé dans la Tamise après avoir été dans le fleuve pendant environ un mois ». Des commentaires similaires sont formulés par Sir John Moylan, sous-secrétaire d'État adjoint au Home Office, qui déclare : « l'Éventreur échappe à la justice en se suicidant à la fin de l'année 1888 », et par Sir Basil Thomson, nommé commissaire adjoint du CID en 1913, qui affirme : « l'Éventreur est un médecin russe fou qui échappe à l'arrestation en se suicidant dans la Tamise à la fin de l'année 1888 ». Ni Moylan ni Thomson n'ont participé à l'enquête sur l'éventreur de Whitechapel.
L'assistant chief constable de la police, Melville Macnaghten, désigne Montague Druitt comme suspect dans l'affaire dans un mémorandum manuscrit daté du 23 février 1894. Dans ce document, Macnaghten souligne la coïncidence entre la disparition de Druitt et sa mort, survenue peu après le dernier des cinq meurtres, le 9 novembre 1888. De plus, il affirme disposer d'« informations privées » non spécifiées, laissant « peu de doute » sur le fait que la famille de Druitt est convaincue de la culpabilité de l'avocat décédé. Ce mémorandum est finalement découvert dans les papiers personnels de Macnaghten par sa fille, Lady Aberconway, qui les montre au journaliste Dan Farson. Par ailleurs, une version abrégée, légèrement différente, du mémorandum, trouvée dans les archives de la police métropolitaine, est rendue publique en 1966. Farson révèle pour la première fois les initiales de Druitt, « MJD », dans un programme télévisé en novembre 1959.
En 1961, l'auteur et chercheur Farson a examiné une affirmation émanant d'un Australien, selon laquelle Lionel Druitt, cousin de Montague Druitt, aurait publié en Australie un pamphlet intitulé The East End Murderer – I knew him (Le meurtrier de l'East End – Je le connaissais). Cependant, cette affirmation n'a jamais été vérifiée. Le journaliste Tom Cullen a révélé le nom complet de Druitt dans son ouvrage de 1965, Autumn of Terror, suivi par le livre de Farson de 1972, Jack The Ripper (Jack l'Éventreur). Avant la découverte du mémorandum de Macnaghten, de nombreux ouvrages sur l'affaire de Jack l'Éventreur, notamment ceux de Leonard Matters et Donald McCormick, rejettent les récits selon lesquels l'Éventreur se serait noyé dans la Tamise, en raison de l'absence de cas de suicide correspondant à la description du suspect. Néanmoins, Cullen et Farson avancent l'hypothèse que Montague Druitt est l'Éventreur, fondant leur argumentation sur plusieurs éléments : le mémorandum de Macnaghten, la coïncidence temporelle entre la mort de Druitt et la cessation des meurtres, la proximité géographique de Whitechapel par rapport à la résidence de Druitt dans l'Inner Temple, le verdict de l'enquête qui l'a reconnu « mentalement instable », ainsi que la possibilité que Druitt ait acquis des compétences anatomiques rudimentaires en observant son père exercer son métier de chirurgien.

### Une innocence probable
Depuis la publication des ouvrages de Cullen et Farson, d'autres chercheurs spécialisés dans l'affaire de Jack l'Éventreur remettent en question leurs propres théories, les jugeant fondées uniquement sur des preuves circonstancielles fragiles. Ces auteurs tentent également de reconstituer les emplois du temps de Montague Druitt durant les périodes des meurtres. Les archives historiques documentent précisément plusieurs de ses déplacements : le 1er septembre, le lendemain du meurtre de Nichols, Druitt participait à un match de cricket dans le Dorset. Le jour du meurtre de Chapman, il jouait au cricket à Blackheath, et le surlendemain des meurtres de Stride et Eddowes, il défendait un client lors d'un procès dans le West Country. Bien que Cullen et Spallek suggèrent que Montague Druitt disposait du temps et des moyens pour se déplacer en train entre ses activités sportives et professionnelles, d'autres experts considèrent cette hypothèse comme peu vraisemblable. La majorité des spécialistes estiment que le tueur est probablement un résident de Whitechapel, alors que Druitt vit à plusieurs kilomètres, de l'autre côté de la Tamise. Ses bureaux, situés à proximité de Whitechapel, peuvent être accessibles par son trajet ferroviaire régulier le conduisant à la gare de Cannon Street. Cependant, plusieurs éléments rendent sa culpabilité improbable : il semble peu vraisemblable qu'il puisse parcourir une telle distance avec des vêtements ensanglantés sans attirer l'attention. Un indice crucial découvert lors de l'enquête sur le meurtre d'Eddowes — un fragment de vêtement taché de sang — indique que le meurtrier se dirigait vers le nord-est, tandis que les bureaux de Druitt se trouvent au sud-ouest. Ces éléments renforcent l'hypothèse que le véritable assassin est un individu intimement familier du quartier de Whitechapel.
Dans son mémorandum, Macnaghten fournit une description inexacte de Montague Druitt, le présentant comme un médecin de 41 ans et rapportant des allégations qui le décrit comme « sexuellement instable ». En outre, il convient de souligner que Macnaghten n'a rejoint la police qu'en 1889, bien après les meurtres de Jack l'Éventreur et le décès de Montague Druitt, et il n'est donc pas directement impliqué dans l'enquête originelle. De plus, le document de Macnaghten identifie trois suspects principaux : Druitt, Aaron Kosminski et Michael Ostrog, dans le but de réfuter les accusations portées contre un quatrième suspect, Thomas Hayne Cutbush. Par ailleurs, une convergence notable est à relever : ces trois suspects correspondent précisément aux descriptions mentionnées dans l'ouvrage Mysteries of Police and Crime (1898) du major Arthur Griffiths, qui est inspecteur des prisons durant la période des meurtres de Whitechapel. Dès lors, cette concordance entre les sources policières et les récits historiques souligne la complexité et l'incertitude entourant l'identification du véritable Jack l'Éventreur.
Dans le cadre de l'enquête sur les meurtres de Jack l'Éventreur, l'inspecteur Frederick Abberline, principal investigateur, écarte Montague Druitt comme suspect principal. Son argumentation repose sur l'insuffisance des preuves, la seule charge contre Druitt étant la coïncidence temporelle de son suicide, survenu peu après le cinquième meurtre. D'autres hauts fonctionnaires, dont le commissaire James Monro et le chirurgien Thomas Bond, considèrent que le meurtre d'Alice McKenzie le 17 juillet 1889, soit sept mois après le décès de Druitt, a probablement été perpétré par le même assassin. Cependant, l'inclusion de McKenzie parmi les victimes de l'Éventreur demeure controversée, Abberline et Macnaghten contestant cette hypothèse. Un élément supplémentaire conforte l'innocence de Montague Druitt : le meurtre de Martha Tabram, commis le 7 août 1888. Cette date coïncide avec la Bournemouth Cricket Week, qui se déroule entre le 4 et le 11 août, période durant laquelle Druitt était significativement impliqué. Il passait également ses vacances scolaires dans le Dorset durant cette période. Un de ses biographes souligne par ailleurs l'impossibilité matérielle d'un aller-retour de 200 miles pour commettre un meurtre.

## Postérité

### Conspiration et théories
Montague John Druitt est considéré comme l'un des principaux suspects des meurtres attribués à Jack l'Éventreur dans les années 1960. Cependant, l'émergence de théories alternatives dans les années 1970 remet en question l'idée d'un tueur en série unique, suggérant plutôt l'existence d'une conspiration impliquant des membres de la famille royale britannique et des organisations maçonniques. Ces théories, souvent jugées infondées et fantaisistes, mettent en cause divers individus, notamment le prince Albert Victor, son tuteur James Stephen, ainsi que leur médecin, William Gull. Une des versions de cette conspiration est popularisée par Stephen Knight dans son ouvrage de 1976, Jack the Ripper: The Final Solution, qui avance l'idée que Druitt a été désigné comme bouc émissaire par les autorités pour porter la responsabilité des meurtres. Cette hypothèse est reprise par Martin Howells et Keith Skinner dans leur livre de 1987, The Ripper Legacy, qui suscite des critiques pour son manque de fondement probant.
Les théories tentent de relier Montague John Druitt à Albert Victor, à William Gull et à James Stephen par le biais d'un réseau de connaissances mutuelles et de connexions potentielles. Reginald Acland, le frère du gendre de Gull, possède un cabinet d'avocats à King's Bench Walk, à proximité de Druitt, tout comme Harry Stephen, le frère de James Stephen. Harry Stephen est un ami proche de Harry Wilson, qui réside à Chiswick, dans une maison appelée « The Osiers », située près de l'endroit où le corps de Druitt est retrouvé. Wilson et James Stephen sont des amis intimes de Clarence et tous les deux sont membres de la société secrète Cambridge Apostles. Durant sa jeunesse, Montague Druitt jouait au cricket contre deux amis de Wilson, Kynaston Studd et Henry Goodhart, ce dernier étant également membre des Apostles. Un autre lien potentiel entre Druitt et Wilson est John Henry Lonsdale. Le nom de Lonsdale et son adresse à Blackheath figurent dans un journal appartenant à Wilson, actuellement conservé au Trinity College de Cambridge. L'adresse de Lonsdale se trouve à proximité de l'école où Druitt travaille et réside. Ancien avocat, Lonsdale loue également un cabinet juridique à King's Bench Walk. En 1887, il entre dans l'Église et devient vicaire à Wimborne Minster, où la famille Druitt assiste aux offices. Lonsdale et Melville Macnaghten, un autre personnage clé de cette affaire, sont camarades de classe à Eton, ce qui amène certains théoriciens à suggérer que Lonsdale aurait pu fournir des « informations privées » à Macnaghten concernant Druitt. Les liens entre les Apostles et Druitt conduisent à l'hypothèse qu'il pourrait avoir fait partie du même cercle social. Montague Druitt, ainsi que sa mère et sa sœur Georgiana sont invités à un bal en l'honneur de Clarence au domicile de Lord Wimborne le 17 décembre 1888, mais ils n'y assistent pas, Montague étant décédé, sa mère étant internée dans un asile et sa sœur attendant son deuxième enfant. Il est à noter que Clarence, Stephen, Wilson, Studd et Goodhart sont souvent décrits comme homosexuels, bien que cette affirmation soit sujette à controverse parmi les historiens. Dans son ouvrage de 1993, Jack the Ripper Revealed, John Wilding utilise les liens entre Druitt et Stephen pour suggérer qu'ils auraient pu commettre les crimes ensemble. Cependant, cette théorie est critiquée comme étant un « récit imaginaire très discutable », un « exercice d'ingéniosité plutôt qu'un fait », et qui « manque de preuves à l'appui ».
Les accusations portées contre Albert Victor, James Stephen, William Gull et Montague John Druitt s'inscrivent dans un contexte socioculturel complexe, reflétant les tensions de classe britannique de la fin du XIXe siècle. Ces théories mettent en scène des individus de la haute société comme potentiels auteurs de meurtres commis sur des victimes issues des couches sociales les plus défavorisées de Whitechapel. La prééminence de ces suspects s'explique en partie par la disponibilité de sources historiques plus abondantes concernant les classes sociales supérieures. Les individus issus de la bourgeoisie et de l'aristocratie, bénéficiant de moyens financiers et d'une meilleure documentation biographique, sont plus facilement documentés que les habitants des quartiers populaires de Londres. Cette disparité documentaire permet aux chercheurs et aux théoriciens de construire plus aisément des hypothèses autour de personnalités socialement et culturellement situées, plutôt que de se concentrer sur des individus dont les traces historiques sont plus ténues.

### Influence dans la fiction
Montague John Druitt fait l'objet de diverses représentations fictionnelles. La comédie musicale Jack the Ripper de Ron Pember et Denis de Marne le présente comme le meurtrier. Dans le roman de John Gardner mettant en scène Sherlock Holmes, The Return of Moriarty, le personnage de Moriarty identifie Druitt comme l'assassin et simule son propre suicide pour détourner l'attention de la police. Le roman graphique From Hell d'Alan Moore propose une interprétation alternative, représentant Druitt comme un bouc émissaire désigné par la famille royale, destiné à masquer l'implication présumée de William Gull dans les meurtres de Whitechapel.